# Ravi Shankar (gurú)
Ravi Shankar Ratnam (Thanjavur, 13 de mayo de 1956) es un gurú (maestro espiritual) indio, líder humanitario y embajador de paz.
Sus seguidores lo llaman Sri Sri Ravi Shankar («Sri Sri» es un título honorífico hinduista), Guruyí o Gurudev.
En 1981 fundó la organización humanitaria El Arte de Vivir, que ofrece cursos de respiración y desarrollo personal, y se ha difundido en muchos países del mundo. En 1997 fundó la Asociación Internacional para los Valores Humanos con sede en Ginebra (Suiza). Desde el año 2002, dicha organización figura con rango de consultor especial en el Consejo Económico y Social de las Naciones Unidas.
En 2011 la UNESCO lo nombró como uno de los oradores más destacados del siglo.
En 2010 fue nombrado por la revista Forbes como la quinta persona más influyente de la India.
En 2011 apoyó el movimiento anticorrupción de la India.

## Biografía
Sus padres se llaman Venkat Ratnam, empresario de la industria automotriz, y srimati Vishala Akshi (fallecida en 2000).
Recibió el nombre de Ravi por nacer un domingo (Ravi es un nombre común indio que en hindi significa ‘Sol’, siendo ravi-dina, ‘día del Sol’, domingo) y Shankar por Adi Shankara (788-820), un importante maestro vedanta que nació el mismo día (de acuerdo con el calendario hinduista, que cada año cae en fechas diferentes).
Según su biografía oficial, publicada por El Arte de Vivir (2007), a la edad de cuatro años podía recitar algunos versos del Bhagavad-guita, una antigua escritura en idioma sánscrito; y a menudo lo encontraban en estado de meditación. Su primer maestro fue Sudhakar Chaturvedi, quien colaboró largamente con Mahatma Gandhi. A los 17 años obtuvo un grado avanzado en Física moderna en el St. Joseph's College, de Bangalore.
Sin embargo algunas fuentes como John Dayal, un periodista y activista cristiano, muchas veces criticado por sus posiciones, dudan de la fecha de graduación y afirman que se graduó a los 21.

### Con Majarishi Majesh Yogui
En 1975, Ravi Shankar ―de 19 años de edad― se unió al movimiento meditación trascendental ―del gurú Majarishi Majesh Yogui (1918-2008)―, cuyo principal objetivo era aliviar tanto el estrés de los individuos como los problemas de la sociedad y la violencia. Realizaban trabajo de ayuda y desarrollo rural con el objetivo de fomentar los valores humanos en la vida cotidiana. 
Hacia 1975, en el áshram de Majarishi, Ravi Shankar se capacitaba como predicador en la casa de beneficencia de Majarishi, y ofrecía conferencias sobre la relación entre los textos religiosos hinduistas y la ciencia occidental.

### Desarrollo de técnicas respiratorias
En 1981 ―después de un período de diez días de silencio a orillas del río Bhadra en Shimoga (Karnataka)― Ravi Shankar concibió el Sudarshan Kriya, una técnica de respiración que se convirtió en la pieza central de los cursos de El Arte de Vivir. Sudarshan significa ‘visión correcta’, y kriya, ‘acción purificadora’.

Durante un período de diez días de silencio, el Sudarshan Kriya vino como una inspiración. La naturaleza sabe lo que debe dar y cuándo dar. Después de que salí del silencio, comencé a enseñar todo lo que sabía y la gente tuvo grandes experiencias.
Ravi Shankar

Shankar dice que la respiración profunda ayuda a aliviar el estrés y la depresión.
Numerosos estudios médicos han reportado los beneficios de esta técnica. Uno de los estudios médicos realizados concluye que el Sudarshan Kriya puede incrementar el número de células NK (Natural Killers) asociadas con el fortalecimiento del sistema inmunológico y reducir el consumo de tabaco.
Otro estudio revela que la práctica regular del Sudarshan Kriya mejora la calidad de vida de los pacientes con diabetes.
También alivia la ansiedad, el estrés y la depresión.
Otros estudios indican que los practicantes del Sudarshan Kriya presentan mayor resistencia al estrés oxidativo, lo que está directamente relacionado con la patofisiología de muchas enfermedades crónicas.
Otro estudio sugiere que el Sudarshan Kriya puede ser un tratamiento eficaz para la depresión en las etapas iniciales de tratamientos de recuperación del alcoholismo.

### Organizaciones
En 1981 creó la organización humanitaria El Arte de Vivir. Actualmente se encuentra presente en 180 países. Desde el año 1996 está acreditada como Organización No Gubernamental (ONG) ante las Naciones Unidas y trabaja con Estado Consultivo Especial ante el Concejo Económico y Social (ECOSOC), participando en diversos comités y actividades relacionadas con la salud, educación, desarrollo sustentable, resolución de conflictos y ayuda en catástrofes. Forma parte también del Departamento de Información Pública de dicho organismo, participando en el desarrollo y comunicación de diversos objetivos de las Naciones Unidas como los " UN Millenium Goals" y "Stand Up Initiative". Trabajó también con estado consultivo ante la Organización Mundial de la Salud en el "Desarrollo de una política de salud global para el siglo XXI".
En 1997 cofundó la Asociación Internacional para los Valores Humanos (IAHV), destinada a llevar a cabo proyectos de desarrollo sustentable que fomentan los valores humanos y a coordinar la iniciativa de resolución de conflictos bélicos. Desde 2002 trabaja con estado consultivo especial ante el Concejo Económico y Social (ECOSOC) de las Naciones Unidas
Otras organizaciones e institutos fundados por Sri Sri Ravi Shankar:
- Sri Sri Ravi Shankar Vidya Mandir
- Sri Sri Center for Media Studies
- Sri Sri College for Ayurvedic Science and Research
- Sri Sri Ayurveda
- Sri Sri Mobile Agricultural Initiatives
- Sri Sri Pre-University College
- The Sri Sri Institute of Management Studies
- The Sri Sri School for Performing Arts and Fine Arts
- Sri Sri Rural Development Trust
- Mission Green Earth

### Espiritualidad
Sri Sri Ravi Shankar enseña que la espiritualidad realza los valores humanos como el amor, la compasión y el entusiasmo. No se limita a ninguna religión o cultura. Por lo tanto, está abierta a todas las personas. Él dice que el vínculo espiritual que compartimos como parte de la familia humana es más prominente que la nacionalidad, el sexo, la religión, la profesión y otras identidades que nos separan.
Según él, la ciencia y la espiritualidad están relacionados y son compatibles en tanto surgen de la necesidad de saber. La pregunta, "¿Quién soy yo?" conduce a la espiritualidad. La pregunta, "¿Qué es esto?" conduce a la ciencia. Haciendo hincapié en que la alegría sólo está disponible en el momento presente, su visión declarada es crear un mundo libre de estrés y violencia. Sus programas ofrecen herramientas prácticas para lograr estos propósitos. Él ve a la respiración como el vínculo entre el cuerpo y la mente, y una herramienta para relajar la mente, haciendo hincapié en la importancia tanto de la práctica de la meditación y la espiritualidad como en el servicio a los demás. En su opinión, "la verdad es esférica y no lineal, de modo que tiene que ser contradictorio".

### Labor humanitaria
Después del ataque al World Trade Center en Nueva York, El Arte de Vivir brindó cursos gratuitos para la eliminación del estrés. Asimismo, creó un programa en Irak en 2003 apuntando a aliviar el estrés del pueblo iraquí, particularmente la población creciente de viudas traumatizadas.
Un programa similar fue impulsado en Afganistán entre 2003 y 2006, donde se les brindó el curso de técnicas de manejo del estrés a víctimas de la guerra tanto como a personal de la ONU y de otras ONG. En 2007 Sri Sri Ravi Shankar visitó Irak invitado por el primer ministro Nuri al Maliki. En ese mismo viaje se entrevistó con líderes de las facciones sunitas, chiitas y kurdos. El propósito de las reuniones era encontrar vías pacíficas para resolver la crisis interna de Irak.
En 2004 estuvo en Pakistán en una gira para promover la paz global.
Desde el año 2007 la Asociación Internacional para los Valores Humanos promueve y desarrolla un programa de jóvenes voluntarios en Haití con el objetivo de brindar asistencia en situaciones de trauma, colaborar en la organización de comunidades e innovar en soluciones sustentables para la provisión de alimentos. Luego del terremoto de Haití de 2010 dicho equipo de voluntarios, en conjunto con la Asociación Internacional para los Valores Humanos y El Arte de Vivir, organizó programas para llevar ayuda material a la región. Además, brinda asistencia y cursos gratuitos para damnificados, voluntarios, equipos de ayuda humanitaria, médicos y equipos de rescate con el objetivo de reducir el estrés postraumático.
En septiembre de 2008, El Arte de Vivir brindó asistencia durante la inundación en Bihar (considerada una de las peores tragedias en ese estado de la India).
Se estima que 3,5 millones de personas fueron afectadas por la inundación del río Kosi y alrededor de 1600 aldeas debieron ser evacuadas.
En el campamento Jankinagar Phulwari, 5000 personas fueron auxiliadas por El Arte de Vivir a través de alimentos, ropa, suministros esenciales, ayuda médica, y educación acerca de higiene y saneamiento. También se instalaron máquinas purificadoras para proveer de agua potable limpia y evitar la propagación de enfermedades transmitidas por la misma. Se enviaron 1000 chalecos salvavidas para ayudar a los rescatistas y se ayudó al ejército de la India en las operaciones de rescate. Asimismo, se llevaron a cabo programas de eliminación del estrés. El Arte de Vivir realizó operaciones de socorro y rescate en las zonas inaccesibles de Jadiabazar en el distrito Suppol, Madhepura, Batani y otras aldeas en Bihar y alcanzó a más de 4000 personas, incluyendo mujeres embarazadas y niños. Sri Sri Ravi Shankar se dirigió a más de 10 000 sobrevivientes en el campamento Nahar JVC en Phulwari Banmankhi el 25 de septiembre de 2008. En el campamento Jankinagar se llevó a cabo un programa de entrenamiento en habilidades de adaptación, mientras que la formación en el charkha se llevó a cabo en el campamento de Gandhi Jayanti. También se condujeron dos Programas de Capacitación en Liderazgo Juvenil (YLTP) para los jóvenes en los campamentos.
En Bihar, El Arte de Vivir ha colaborado con labores de ayuda por 100 millones de rupias (2,2 millones de dólares estadounidenses). El Arte de Vivir también había proporcionado una asistencia similar durante las inundaciones en Bihar y noreste de la India en 2007.
Ravi Shankar participa en diferentes organizaciones y congresos en favor de la paz, enfatizando valores humanos comunes a todas las religiones. Entre ellas puede mencionarse la participación en la cumbre "Millennium World Peace Summit" de las Naciones Unidas en el año 2000, donde diferentes líderes firmaron el "Compromiso para la paz mundial" que condena toda forma de violencia en nombre de la religión y exhorta a todos los grupos étnicos, nacionalistas o religiosos a buscar un cese de hostilidades. También ha participado como orador en el 1.er y 3.er Congreso Mundial de Imanes y Rabinos por la Paz en el año 2005 en Marruecos y en el año 2008 en París bajo patrocinio de la UNESCO. En 2013, la Asociación Internacional por los Valores Humanos de Ravi Shankar junto con la organización Hommes de Parole organizaron el 4.º Congreso Mundial de Imanes y Rabinos por la Paz en Bangalore, India.
Dicho congreso se enfocó en el estudio de los valores humanos presentes en las regiones musulmanes y judías, y también en áreas con poblaciones que adhieren al cristianismo, hinduismo, jainismo y budismo, en un esfuerzo por enfatizar la unidad en la acción de todos los líderes religiosos por la paz. Los estudios permitieron delinear propuestas sobre una serie de valores comunes a ser utilizados en los procesos de resolución de conflictos.
El Arte de Vivir ha creado 422 escuelas en 20 estados de la India que brindan educación, alimentos, materiales de estudio y transporte a más de 44.078 alumnos. Construidas mayormente en zonas rurales y tribales, fueron las primeras escuelas para muchos estudiantes en zonas alejadas e inaccesibles por ruta.

## Doctrina y evidencias científicas
Shankar considera que la respiración vincula el cuerpo y la mente, y afirma que la respiración puede funcionar como una herramienta para relajar la mente. Su doctrina se basa en la meditación y en el servicio a los demás. Su visión es crear un mundo libre de estrés y violencia mediante sus cursos de respiración y meditación.
Estas afirmaciones están confirmadas por numerosas investigaciones científicas.
A veces Ravi Shankar realiza afirmaciones, sin citar las fuentes, pero que son confirmadas por estudios médicos:

Investigadores europeos han descubierto que la respiración es el enlace entre la mente y el cuerpo: cada emoción tiene un patrón respiratorio distintivo. Y lo inverso también es cierto: un patrón respiratorio particular puede inducir la emoción correspondiente. Por lo tanto, en lugar de ser abrumados por las emociones, podemos transformarlas utilizando técnicas específicas de respiración. [...] Los estudios muestran que la prolactina (una hormona del bienestar) aumenta significativamente desde la primera sesión de Sudarshan Kriya.
Ravi Shankar

Uno de los estudios médicos realizados concluye que el Sudarshan Kriya incrementa el número de células NK (Natural Killers) asociadas al fortalecimiento del sistema inmunológico y ayuda a reducir el consumo de tabaco y otras sustancias tóxicas. Tal como se especificó más arriba, un estudio reveló que la práctica regular del Sudarshan Kriya mejora la calidad de vida de quienes padecen diabetes. A su vez, contribuye a la reducción del estrés y la depresión.
Ciertamente, hay estudios que señalan que los practicantes del Sudarshan Kriya son más resistentes al estrés oxidativo, lo cual se vincula directamente con la patofisiología de numerosas enfermedades crónicas.

## Premios y distinciones[71][72][73]
- 1986: Título de Shiromani Yoga (Joya Suprema del Yoga).
- 1997: Premio Mahatmya Guru[74]
- 2002: Premio Phoenix, Atlanta, Estados Unidos.[75]
- 2004: Premio Bharat Shiromani, Nueva Delhi, India.
- 2004: Visitante Ilustre de la ciudad de Buenos Aires, Argentina, otorgado por el jefe de Gobierno de la ciudad de Buenos Aires.
- 2005: Premio Nacional Dara Shikoh por la Armonía, The Inter Faith Harmony Foundation of India, Nueva Delhi, India.
- 2005: Mahatma Mahavira-Premio por Contribución de la Paz, Fundación Times, India.
- 2005: Premio Humanitario Mundial, Illinois, Estados Unidos, Miembro del Colegio de Eruditos Martin Luther.[76]
- 2006: Premio Sant Shri Dnyaneshwara Mundial de la Paz, World Peace Center (Alandi) en conjunto con Maharashtra Institute of Technology (MIT), India.[77]
- 2006: Orden de la Estrella Polar, Mongolia (el más alto honor del Estado por el presidente de Mongolia).
- 2006: Amor ferviente Mundial de la Vida (Fundación de Cultura y Educación de la Vida Humana, Taiwán), Kannadiga Varshada (Kannadiga del Año) (ETV).
- 2006: Distinción Primer Ministro de Mongolia, Mongolia.
- 2006: Pedro el Grande - Primer Premio, Federación de Rusia.
- 2007: Premio al Liderazgo Extraordinario para la Promoción de la Paz y la Armonía Mundial, Universidad Amity, Nueva Delhi, India.[76]
- 2007: Premio de la Fundación Nacional de Veteranos, Estados Unidos.
- 2007: Honrado por United Nations Millennium Campaign (UNMC) por sus contribuciones en favor de los Objetivos del Milenio (Millennium Development Goals).
- 2010: Premio Cultura y Balance.[78]
- 2012, fue declarado Visitante Ilustre de Montevideo, Uruguay.[79]
- 2012: Declarado 'Visitante Ilustre de la ciudad de Asunción', por el intendente municipal Arnaldo Samaniego.[80][81]
- 2012: Recibió la distinción Orden Nacional al Mérito "Comuneros" por la Cámara de Diputados de Paraguay, de mano de Víctor Alcides Bogado González.[82]
- 2014: Certificate of Recognition (California Legislature Assembly), "en reconocimiento de sus esfuerzos en la construcción de un mundo libre de estrés, promoviendo amor, paz y armonía a través de yoga y meditación".[83]

### Doctoradoshonoris causa
- 2004: doctor honoris causa en Literatura, Kuvempu University, Karnataka, India, 2004.[84][85]
- 2007: doctor en Ciencia honoris causa, Rajiv Gandhi University of Health Sciences, India, 2007.[85]
- 2007: doctor en Letras honoris causa, Maharajá Sayajirao University, India, 2007.
- 2008: doctor en Letras honoris causa, Nagarjuna University, India, 2008.[86]
- 2009: doctor en Letras honoris causa, Bangalore University, India, 2009[87]
- 2009: Profesor honoris causa, Szent Istvan University, Budapest, Hungría, el 24 de junio de 2009.[88][89]
- 2012: doctor Honoris causa, Gyan Vihar University, Jaipur, Rajasthan, Inida el 21 de marzo de 2012.[90][91]
- 2012: doctor honoris causa de la Nyenrode University, Países Bajos, 15 de junio de 2012.[92][93]
- 2012: doctor Honoris causa de la Universidad siglo XXI, Córdoba, Argentina[94][95]
- 2012: Diploma de Honor de la Facultad de Ciencias Económicas de la Universidad de Buenos Aires, Argentina[96]
- 2012: doctor honoris causa de la Universidad Autónoma de Asunción, Paraguay (UAA)[81]
- 2013: doctor honoris causa de la Universidad Tecnológica de Guyarat, Ahmedabad, India, 19 de enero de 2013[97][98]

## Libros
Algunas obras basadas en las enseñanzas y discursos de Shankar son:
- Sabiduría para el nuevo milenio. ISBN 978-987-1416-16-5
- Celebrando el amor. ISBN 978-987-1416-50-9
- Celebrando el silencio. ISBN 978-987-1416-79-0
- Conocimiento eterno. ISBN 978-987-1416-83-7
- Ashtavakra Gita. ISBN 978-987-1892-62-4
- El maestro. ISBN 978-987-1416-83-7
- Espacio y eternidad. ISBN 978-987-1892-59-4
- Narada Bhakti Sutras. ISBN 978-987-1416-78-3
- El secreto de los secretos. ISBN 978-987-1416-85-1

## Críticas

### Polémicas alianzas de este gurú en Sudamérica
En Argentina, la Fundación El Arte de Vivir, que difunde las ideas y técnicas de meditación y respiración de Sri Sri Ravi Shankar, celebró en la Argentina diversos convenios con organismos públicos nacionales y provinciales. Desde el año 2003 dicta cursos en unidades penitenciarias denominados "Prison Smart". Dichos cursos se brindaron en diferentes establecimientos penales como ser la Unidad 38 de Sierra Chica, la Unidad Penal 48 de San Martín (donde se estableció un pabellón exclusivo para participantes del curso), las unidades penales 47 y 3 de San Isidro que también cuentan con pabellones exclusivos, la Unidad 1 de Olmos
, las unidades penales 23, 24, 31, 32 y 42 del complejo penitenciario de Florencio Varela, unidades del servicio penitenciario de Jujuy y unidades penales de Paraná y Entre Ríos y del resto de Argentina.  Dichos cursos se complementan con programas como el denominado "A cielo abierto", en la Unidad Penal 47, con el fin de acompañar a las personas privadas de su libertad en el proceso de transición hacia su reinserción social

Darío: Cuando recuperé mi libertad, a los días estaba dando un curso dentro de una unidad. Fue impactante observar a los chicos los primeros días observarme y preguntarse ellos. Escucharlos susurrar '¿a este de dónde lo trajeron?, ¿quien será?'

Periodista: Pero eras uno más.

Darío: Claro, era uno más pero yo ahora me sentía de este lado y los veía a ellos y los escuchaba susurrar de donde venía yo. Después, al momento de recibir la noticia de que yo había salido del lugar donde ahora ellos estaban fue una sorpresa tremenda, no lo podían creer, fue ver chicos emocionados."
 Darío, ex interno de la U47 de San Isidro.

El 13 de mayo de 2008, Ravi Shankar y Mauricio Macri (jefe de Gobierno de la ciudad de Buenos Aires) firmaron un convenio marco de colaboración para «promover el mejoramiento de la calidad de vida de la ciudad». El acuerdo establece entre otras cosas que «la Fundación y el GCBA (Gobierno de la Ciudad de Buenos Aires), de común acuerdo, diseñarán y desarrollarán programas para la reducción de la violencia en las escuelas».
Según la diputada Delia Bisutti, en febrero de 2011, las maestras del Jardín Maternal N.º 8 fueron convocadas por la supervisora del Área Inicial, antes del inicio del ciclo lectivo, para hacer un curso de meditación y yoga, de cuatro clases de duración, con el objetivo de «mejorar las relaciones institucionales».
Según la diputada Bisutti, «los cursos de capacitación que hacen los docentes están siempre relacionados con el proyecto educativo, se hacen siempre dentro del horario de trabajo y son siempre gratuitos»
En cambio estos encuentros, a cargo de dos personas que se presentaron como integrantes de El Arte de Vivir (la fundación de Ravi Shankar), se hicieron en el turno de la mañana, por lo que los docentes del turno tarde tuvieron que asistir fuera de sus horarios de trabajo. Tuvieron que pagar honorarios, pero la fundación les hizo un descuento: el curso terminó costando 130 pesos por persona. Sin embargo, representantes de la fundación afirmaron que los cursos brindados en instituciones son siempre gratuitos y que su participación siempre es voluntaria.

–Algunos docentes han dicho que les han cobrado el curso. ¿Esto es posible? 

–Un docente que hace el curso de manera individual paga como cualquier persona, pero tiene un beneficio del 50 por ciento de descuento. Pero cuando el programa se hace en una institución, los docentes no pagan nada.
Juan Mora y Araujo, Vicepresidente de la Fundación El Arte de Vivir

Según la diputada, en noviembre de 2011, en el mismo distrito escolar, al finalizar una jornada de intercambios de experiencias educativas, las docentes recibieron la oferta de personas que dijeron pertenecer a la fundación El Arte de Vivir: una clase de meditación, respiración y relajación, esta vez para las docentes de todos del jardines de infantes del distrito. Las maestras le pidieron explicaciones a un funcionario que estaba presente en el lugar: Maximiliano Gulmanelli (director de la Unidad de Apoyo a la Comunidad Educativa). El funcionario prometió iniciar averiguaciones y denunciar esta situación ante el Ministerio de Educación de la Ciudad.
Según la diputada, sucedió lo mismo en dos jardines de infantes del barrio Ramón Carrillo, otros dos del jardín San Cayetano (en el barrio Los Piletones), y dos más del barrio Los Pinos (en el Bajo Flores). En marzo de 2012, las docentes fueron convocadas a realizar una jornada de capacitación obligatoria sobre «lenguaje y comunicación».
Ese día se suspendieron las clases de los alumnos para cumplir con la jornada. La capacitación se hizo en una sala en penumbras, iluminada con unas velas y aromatizada con sahumerios. El curso estaba a cargo de dos mujeres que distribuyeron materiales de la fundación El Arte de Vivir. El curso tuvo un final abrupto cuando las docentes cuestionaron la metodología y los contenidos:

Cuando entramos al SUM [salón de usos múltiples] vimos que las sillas estaban dispuestas en ronda, había sahumerios y velas encendidos, un tambor y cartas de tarot dadas vuelta. Y carteles con nuestros nombres como para colgarse como un collar. Primero nos hicieron cerrar los ojos y una de las dos personas que daban el curso comenzó a girar detrás nuestro, tocando el tambor. Después, cuando nos dijeron que nos teníamos que presentar cada una, les dijimos que no estábamos de acuerdo, que para nosotras, por más que apareciera como un ejercicio de relajación, un curso de capacitación de ese tipo en una zona con tantas necesidades era un hecho político, y nosotras lo repudiamos. Por eso nos levantamos y nos fuimos, y algunas hicieron su descargo por escrito.
Una docente

La diputada porteña Delia Bisutti presentó un pedido de informes para que Macri dé explicaciones sobre el asunto. «Es un despropósito total que en una escuela obliguen a los docentes a hacer este tipo de cursos, en algunos casos pagos, que nada tienen que ver con la formación pedagógica de los maestros», también dijo: «La meditación puede ser muy buena y el trabajo de la fundación, elogiable, pero no tienen nada que hacer en la capacitación pedagógica de docentes».
En el Ministerio de Educación de la Ciudad dijeron desconocer la existencia de los cursos de Sri Sri Ravi Shankar, aseguraron que esa cartera no celebró convenios con El Arte de Vivir, y prometieron iniciar averiguaciones.

### Acusaciones en Argentina
En septiembre de 2012, la Administración Federal de Ingresos Públicos de Argentina (AFIP) presentó una denuncia contra la fundación El Arte de Vivir por incumplimiento de obligaciones fiscales y reclamó el allanamiento de sus oficinas para verificar el origen y destino de sus fondos. Ante la denuncia de la AFIP, la fundación puso a disposición todo el material necesario para la investigación impositiva. Según algunas notas periodísticas, durante 2011 la fundación acreditó ingresos en sus cuentas bancarias por 20 millones de pesos (4,3 millones de dólares), realizó giros al exterior para los cuales no está autorizada y desempeña otras actividades que hacen presumir la existencia de operaciones propias de una sociedad comercial para las cuales no está inscrita. Mientras tanto, Sri Shankar y El arte de vivir demandaron a un anti-sectas, Pablo Salum, por daños y perjuicios, afirmando ante los medios que todo era una mentira.

### Condena Por Evasión Impositiva y Lucro Comercial
En julio del año 2019 Cámara Nacional de Apelaciones en lo Contencioso Administrativo Federal confirma el fallo en contra de Sri Shankar y su organización "El Arte de vivir" comprobando que los objetivos reales de la fundación no se habían cumplido, almacenando dinero en demasía y utilizando la figura de "sin fines de lucro" para lucrar, retirándole todos los beneficios impositivos y condenándolos a pagar todas las costas.

Afirmó que, del estatuto de la entidad se desprende que su finalidad es el bien público, sirviendo a la sociedad a través del fortalecimiento y crecimiento del individuo; no obstante, del estudio de su actividad surgieron diferencias entre el objeto determinado y la realidad económica.

Que en razón de lo expuesto, concluyó que la Fundación ha llevado a cabo actos de índole comercial ajenos a su objeto social, lo que deriva en la exclusión del beneficio previsto en el artículo 20 inciso f) de la ley 20.628 (t.o.).

### Polémica en la India
El 20 de marzo de 2012, Ravi Shankar generó polémica en la India debido a sus comentarios contra las escuelas públicas de ese país. Según la prensa india, durante la celebración de los 50 años de la escuela para niñas Adarsh Vidya Mandir ―en el barrio Ambabari de la ciudad de Yaipur (270 km al suroeste de Nueva Delhi)― el gurú declaró que la escuela pública es caldo de cultivo de la violencia y el terrorismo, que el gobierno de la India no debe seguir sosteniendo la educación pública y que las universidades actualmente financiadas por el Estado deberían ser entregadas a organismos privados. Las declaraciones de Ravi Shankar despertaron indignación en una parte de la población india, que se manifestó en las calles contra el gurú. El gurú aclaró luego que se refería específicamente a las escuelas públicas afectadas por la influencia de los movimientos guerrilleros naxalitas, de tendencia maoísta. También dijo que las condiciones de las escuelas públicas en estas áreas eran muy pobres y que es necesaria una mejora. Por este comentario, un grupo de abogados (Surendra Dhaka, Jai Prakash Sharma y Manu Pancholi) de Jaipur presentó una denuncia por "esparcir odio" y "difamar" a los estudiantes de escuelas públicas.